# Vižina
Vižina är en ort i Tjeckien.   Den ligger i regionen Mellersta Böhmen, i den centrala delen av landet, 30 km sydväst om huvudstaden Prag. Vižina ligger 350 meter över havet och antalet invånare är 214.
Terrängen runt Vižina är kuperad åt sydost, men åt nordväst är den platt. Runt Vižina är det ganska tätbefolkat, med 100 invånare per kvadratkilometer. Närmaste större samhälle är Příbram, 19,8 km söder om Vižina. Trakten runt Vižina består till största delen av jordbruksmark.